# Pottberg
Pottberg ist ein ehemaliger Wohnplatz (Wüstung) in Hinterpommern. Die Wüstung liegt heute im Gebiet der Woiwodschaft Westpommern in Polen.
Im 19. Jahrhundert wurde etwa 2 ½ Kilometer südwestlich des Dorfes Nehmer in der Feldmark eine Hofstelle (Abbau) angelegt. Später wurde die Hofstelle geteilt. Die beiden Abbauten wurden unter dem Namen „Pottberg“ als ein Wohnplatz geführt. Im Jahre 1905 lebten hier 29 Einwohner. 
Auf dem amtlichen Messtischblatt wurde abweichend davon ein etwa ½ Kilometer weiter östlich liegender Abbau mit dem Namen „Pottberg“ bezeichnet. 
Bis 1945 bildete Pottberg einen Wohnplatz in der Gemeinde Nehmer und gehörte mit dieser zum Landkreis Kolberg-Körlin in der Provinz Pommern.
1945 kam Pottberg, wie ganz Hinterpommern, an Polen. Heute liegt er wüst. Die Wüstung befindet sich im Gebiet der Gmina Siemyśl (Gemeinde Simötzel) in der Woiwodschaft Westpommern. 